# ケプラー186
ケプラー186（英語: Kepler-186）は、地球からはくちょう座の方向の492光年離れた先にあるスペクトル型M1V型の赤色矮星である。太陽よりも小型で、金属量も半分に満たない。5つの太陽系外惑星が公転しており、そのうちの一つであるケプラー186fは、初めて確認されたハビタブルゾーン内を公転する地球規模の惑星として知られている。残る4惑星のうち、b、c、dはケプラー186に非常に接近しているが、eに関してはハビタブルゾーンの内縁付近を公転しているとされている。

## 恒星
| 太陽 | ケプラー186 |
| ---- | ----------- |
| 太陽 | Exoplanet   |

存在が知られる以前にも、数多くの観測記録が残されている。赤外線/マイクロ波EMスペクトルで観測したHバンドでの視等級は11.605等であり、Jバンドでは12.473等、Kバンドでは11.605等である。視覚的測光システムでは、14.90等（可視光スペクトルの赤くなっている側）と16.40等（可視光スペクトルの青くなっている側）とされている。わずかに明るさを変えるりゅう座BY型変光星とされており、恒星黒点による観測から、33.695日の周期で自転しているとされている。
ケプラー186は太陽の約半分の質量を持ち、密度は~1.59×105 kg/m3で、赤色矮星とK型主系列星の境界付近の規模を持つ。

## 惑星系の発見
ケプラー宇宙望遠鏡による最初のデータが収集されてから2年以内に、内側を公転している4つの惑星の存在を示す信号が発見され、その惑星に関する議論が2013年8月と11月に行われた。2014年2月に、これらの惑星はVerification by multiplicity（多様性による検証）と呼ばれる手法で確認され、最も外側の5番目の惑星も、同年4月に同様の方法で確認された。ケプラー186の光度曲線の変化が、惑星以外の原因による可能性はW・M・ケック天文台とジェミニ天文台を用いたスペックル・イメージングと補償光学による観測で除外されている。

## 惑星系
| 名称 （恒星に近い順） | 質量    | 軌道長半径 （天文単位） | 公転周期 (日)                  | 軌道離心率       | 軌道傾斜角       | 半径               |
| --------------------- | ------- | ----------------------- | ------------------------------ | ---------------- | ---------------- | ------------------ |
| b                     | —       | 0.0343 ± 0.0046         | 3.8867907+0.0000062 −0.0000063 | —                | —                | 1.07 ± 0.12 R⊕     |
| c                     | —       | 0.052 ± 0.007           | 7.267302+0.000012 −0.000011    | —                | —                | 1.25 ± 0.14 R⊕     |
| d                     | —       | 0.0781 ± 0.01           | 13.342996+0.000025 −0.000024   | —                | —                | 1.40 ± 0.16 R⊕     |
| e                     | —       | 0.110 ± 0.015           | 22.407704+0.000074 −0.000072   | —                | —                | 1.27+0.15 −0.14 R⊕ |
| f                     | ~1.4 M⊕ | 0.432+0.171 −0.053      | 129.9441+0.0013 −0.0012        | >0.04+0.07 −0.04 | 89.96+0.04 −0.1° | 1.17 ± 0.08 R⊕     |

ケプラー186の周りに発見された5つの惑星は全て、堅い地表を持つ岩石惑星とされている。最も小さなケプラー186bは地球より8%大きく、最も大きなケプラー186dは40%大きい。
内側の4つは、潮汐力によって潮汐固定を起こしていると考えられているが、最も外側を公転しているケプラー186fは、自転速度を減速させるのに十分な時間が経過していない可能性がある。これは、赤色矮星である主星ケプラー186がとてもゆっくりと進化を経るため、年齢の不確定性が大きいためである。ケプラー186fが潮汐固定が起こしている可能性は50%と推測されている。しかし、恒星からの距離が太陽～地球間よりも小さいため、たとえ潮汐固定を起こしていないとしても、自転周期は数週間から数ヶ月と、地球よりも遅くなるであろう。
惑星形成シミュレーションでは、ケプラー186eとfの間にもう1つ、低質量の惑星が存在出来る可能性が示されている。この惑星が、地球よりもはるかに大型な惑星である可能性は低いとされている。また、重力の影響で、ケプラー186fの恒星面通過（トランジット）を妨げる可能性もある。ティティウス・ボーデの法則などを含めた推測では、ケプラー186eとfの間に小さな2つの惑星や、fの外側に大きな1つの惑星などの、いくつかの未知の惑星が存在出来る余地が残されている。
主星ケプラー186の金属量は-0.26で、これは太陽の約半分しか金属を含んでいない事を示す。一般的な研究では、金属量が少ない場合、大型の惑星は形成されにくく、地球規模の惑星が形成されやすいとされている。

## 名称

### ケプラー計画における名称
ケプラー宇宙望遠鏡による観測が進行するにつれて、ケプラーの観測視野内に位置する恒星にKepler Input Catalog（KIC）と呼ばれる番号が付与され、その中で、惑星候補が存在するとされた恒星にはKepler object of interest（KOI）と呼ばれる番号が付与される。ケプラー186は、KICにおける名称として、KIC 8120608と登録され、惑星が存在する可能性が示されるとKOI-571というKOIにおける名称が付与された。

### 他のプロジェクトにおける名称
他の観測プロジェクトが付与した名称については、全天観測サーベイ2MASSがJ19543665+4357180という名称で登録している。